# ريغينا براغا
ريغينا براغا (بالبرتغالية: Regina Braga‏) هي ممثلة برازيلية، ولدت في 28 سبتمبر 1945 في بيلو هوريزونتي في البرازيل.

## وصلات خارجية
- ريغينا براغا على موقع IMDb (الإنجليزية)
- ريغينا براغا على موقع قاعدة بيانات الفيلم (الإنجليزية)